# Saitonia orientalis
Saitonia orientalis là một loài nhện trong họ Linyphiidae.
Loài này thuộc chi Saitonia. Saitonia orientalis được Ryoji Oi miêu tả năm 1960.